# HD 162113
HD 162113，又名BD+02 3406，SAO 122787、HR 6639，是一颗恒星，视星等为6.47，位于銀經27.5，銀緯14.7，其B1900.0坐标为赤經17h 44m 16.3s，赤緯+1° 14.7′ 29″。